# Maguari
O maguari (nome científico: Ciconia maguari), também chamado de cauanã, cauauá, cauauã, cegonha, jaburu-moleque, joão-grande, mauari, tabujajá, tapucaiá e tubaiaiá, é uma ave ciconiiforme da família dos ciconiídeos (Ciconiidae). É muito semelhante em aparência à cegonha-branca (Ciconia ciconia), embora um pouco maior. É a única espécie de seu gênero a ocorrer no Novo Mundo e é uma das três únicas espécies de cegonha do Novo Mundo, juntamente com a cabeça-seca (Mycteria americana) e o jaburu (Jabiru mycteria).

## Etimologia
O nome vernáculo maguari (ou sua variante mauari) originou-se no tupi magwa'ri, cujo sentido definido alude à ave. Foi registrado em 1587 como magoari, em 1777 como maguarí e 1888 como maguary. Cauanã, cauauã e cauauá originaram-se, segundo Antenor Nascentes, do tupi kawa'nã. Jaburu, do nome composto jaburu-moleque, também chegou ao português como jabiru a partir do tupi yambï'ru e define várias aves de grande porte no Brasil. Foi registrado como jaboru em 1587 e jaburu em 1618. Tapucaiá tem provável origem indígena e tabaiaiá tem provável origem tupi. Por fim, tabujajá advém do tupi tawuya'ya, cujo sentido definido alude à este espécie de cegonha. Foi registrado em 1587 como tabuiaiá e jabuyuyá em 1783.

## Taxonomia e sistemática
Esta cegonha foi colocada no seu próprio gênero Euxenura, mas foi reclassificada como pertencente à Ciconia devido à sua grande semelhança morfológica e etológica com outras cegonhas deste género. O maguari se assemelha mais à cegonha-branca e à cegonha-oriental (Ciconia boyciana) em morfologia e comportamento; e é especialmente semelhante à cegonha-branca em sua maneira de realizar a exibição de saudação de cima para baixo. O padrão de plumagem e as colorações das partes moles também são muito semelhantes entre essas três espécies de cegonha. Além disso, análises filogenéticas baseadas numa porção do gene da citocromo b oxidase sugeriram que o maguari é evolutivamente emparelhado com o grupo irmão da cegonha-oriental; embora a semelhança morfológica entre o maguari e a cegonha-oriental tenha sido considerada maior do que entre a cegonha-branca e a cegonha-oriental. Aliás, O maguari também partilha a bifurcação proeminente da cauda com a cegonha-episcopal (Ciconia episcopus).
Fósseis da extinta cegonha do Pleistoceno Ciconia maltha descobertos na América do Norte parecem morfologicamente intermediários entre o maguari e a cegonha-branca, podendo representar um elo entre essas duas espécies de diferentes continentes. Ciconia maltha era provavelmente altamente dispersiva e poderia ter estendido seu alcance à Venezuela durante o Plioceno.

## Descrição

### Aparência adulta
Esta cegonha relativamente grande mede de 97 a 120 centímetros de altura e tem envergadura aproximadamente de 155 a 180 centímetros, sendo semelhante em tamanho à cegonha-branca. Um estudo, nove maguaris machos pesavam em média 4,2 quilos enquanto cinco fêmeas pesavam uma média de 3,8 quilos. É de tamanho intermediário entre a cabeça-seca, menor, e o jaburu maior, as duas outras espécies de cegonha em simpatria em partes de sua área de distribuição. Grande parte da plumagem adulta é branca, com penas de voo pretas e uma cauda preta bifurcada. Esta cauda bifurcada é mais curta do que as coberturas inferiores brancas, de modo que estas se projetam por baixo da cauda e podem funcionar aerodinamicamente em voo. A cauda bifurcada distingue claramente o maguari da cegonha-branca, e é facilmente vista em voo por um observador do solo. Durante o voo, se eleva a pelo menos cem metros acima do solo com o pescoço e pernas estendidas, batendo intermitentemente suas asas largas para ganhar impulso para longas planagens. Bate as asas a uma taxa de 181 batimentos por minuto e a envergadura da asa é de 150-180 centímetros. Esta cegonha precisa dar três saltos longos antes de poder decolar do chão.
Os indivíduos passam por uma nova muda na época de reprodução para produzir plumagem mais brilhante em preparação para o acasalamento. As penas da cabeça e do pescoço consistem em longas semiplumas de até 18 centímetros de comprimento que se tornam eréteis e, portanto, têm uma função importante no cortejo e exibições agressivas. Farpas nas penas do pescoço também não têm bárbulas, fazendo com que o pescoço pareça uma rede translúcida. O bico é reto, cinza-azulado e com um alinhamento vermelho. O terço final ao longo do comprimento do bico é marrom escuro. Sua íris é amarelo-limão ou branco creme e as pernas são vermelho-arroxeadas. A pele da garganta e os loros com textura de seixo são vermelho-alaranjado, tornando-se mais vermelho durante o cortejo. Os sexos são em grande parte indistinguíveis externamente, exceto que o macho é ligeiramente maior com um bico ligeiramente curvado para cima.

### Aparência juvenil

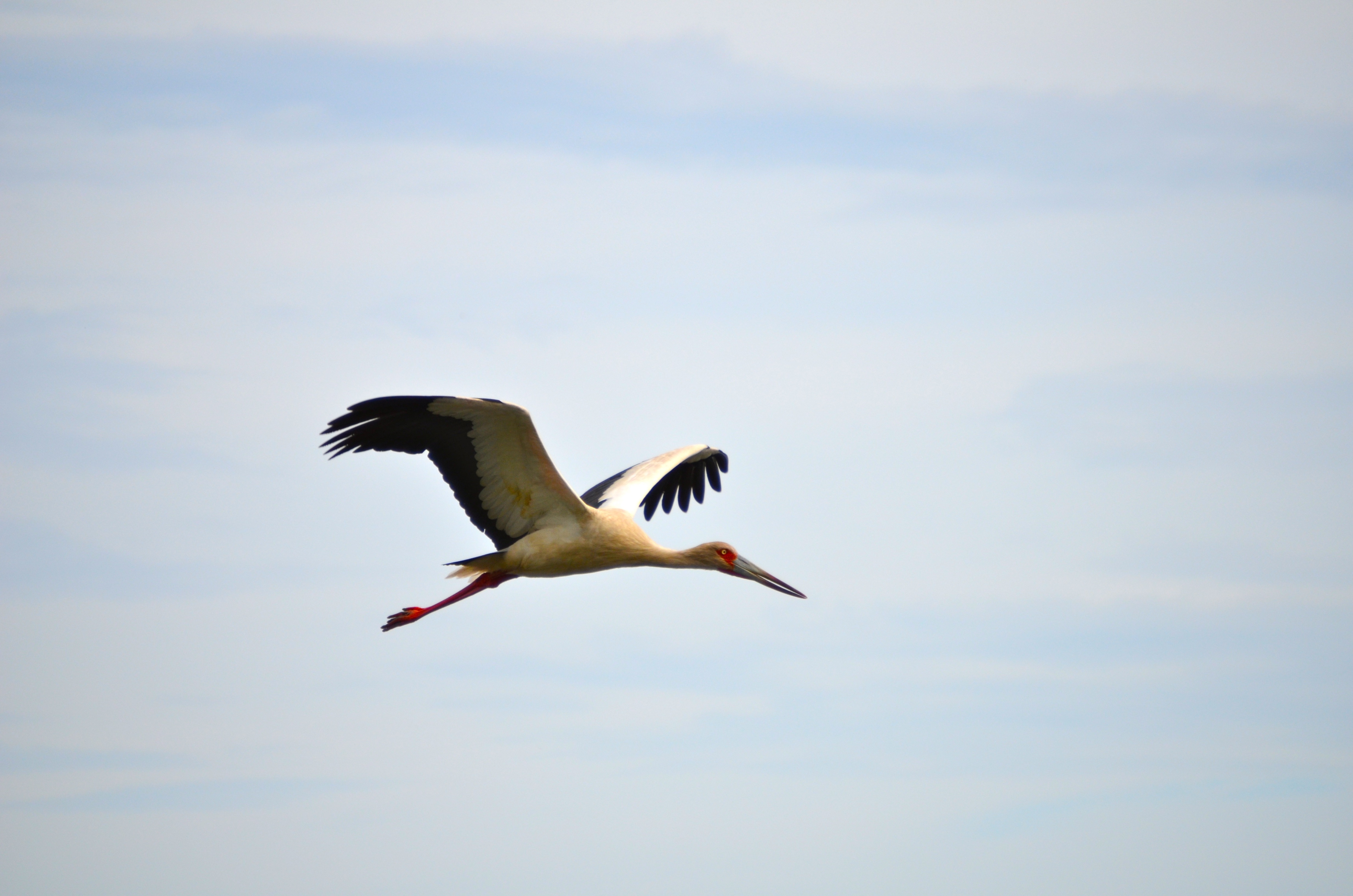
Espécime adulto em pleno voo na Laguna de Rocha

Uma característica distinta e exclusiva desta espécie de cegonha é a ocorrência de plumagem escura intermediária nos jovens, que persiste durante a maior parte do período de nidificação. Nos primeiros dias dos filhotes após a eclosão, sua penugem esparsa é branca como a neve. Os filhotes posteriormente passam por duas mudas básicas em sua progressão à idade adulta. A primeira muda geralmente começa após quatro dias, na qual começam a surgir semiplumas pretas na cabeça e no pescoço; seguido pelo surgimento de penas preto-acinzentadas no corpo com uma semana de idade. Algumas penas brancas inicialmente permanecem presas, dando uma aparência manchada de preto e branco antes da plumagem felpuda cinza escura. Durante o desenvolvimento da penugem escura, o bico, as pernas e os pés são pretos brilhantes. Uma faixa amarela pálida se estende até o ventre, a bolsa gular é laranja brilhante e a íris é marrom escura. Na eclosão, os filhotes pesam de 76 a 90 gramas.
Após três semanas de idade, a penugem preta desenvolve listras verde-oliva e as únicas partes do corpo que não são escuras são a pele gular laranja brilhante e uma pequena mancha branca acima e abaixo da cauda. Pouco mais de 10 dias depois, desenvolvem-se penas de voo pretas, logo seguidas de penas de contorno pretas; e os filhotes são emplumados e têm sua primeira plumagem juvenil completa após cerca de um mês de eclosão. Na segunda muda, a penugem branca começa a retornar quando os filhotes têm sete semanas de idade, seguido por semiplumas brancas e depois penas brancas de contorno. A primeira plumagem básica branca está completa após três meses e se assemelha à dos adultos. A essa altura, as pernas e os pés são agora de um rosa incipiente e o bico torna-se bicolor (azul pálido e marrom). Embora os jovens agora se assemelhem aos adultos, a pele ao redor do olho permanece preta por cerca de um ano antes de ficar vermelha, e a íris marrom escura não começa a amarelar até depois de dois anos de idade. Estas são duas características potencialmente úteis que identificam os maguaris juvenis; mas no campo, a íris escura dos juvenis é a característica mais confiável que os distingue dos adultos.
Duas hipóteses foram propostas para explicar a coloração escura dos juvenis. Primeiro, as penas enegrecidas podem servir de camuflagem contra predadores terrestres e aéreos. Alternativamente, a plumagem negra pode ter uma função termorreguladora, aumentando sua absorção da radiação solar. Isso pode ser vantajoso porque essa cegonha se reproduz durante o inverno na parte de sua área de distribuição no hemisfério sul, para que os filhotes possam ser expostos a baixas temperaturas ambientais. No entanto, Thomas considera a explicação antipredador à plumagem escura ser mais plausível.

### Vocalizações
Os adultos emitem assobios sibilantes durante as exibições de saudação nos ninhos que são dadas a cada um a 1,5 segundo. Estes assobios são mais lentos e mais graves do que as vocalizações correspondentes de outras Ciconia, mas soam semelhantes aos da cegonha-de-barriga-branca (Ciconia abdimii) e da cegonha-episcopal (Ciconia episcopus). O teor destas vocalizações está provavelmente ligada aos hábitos de nidificação do maguari no solo e pode ser uma adaptação para minimizar a atração da atenção dos predadores. Os jovens fazem chamados implorantes descritos como Ehehe-ehehe.

## Distribuição e habitat

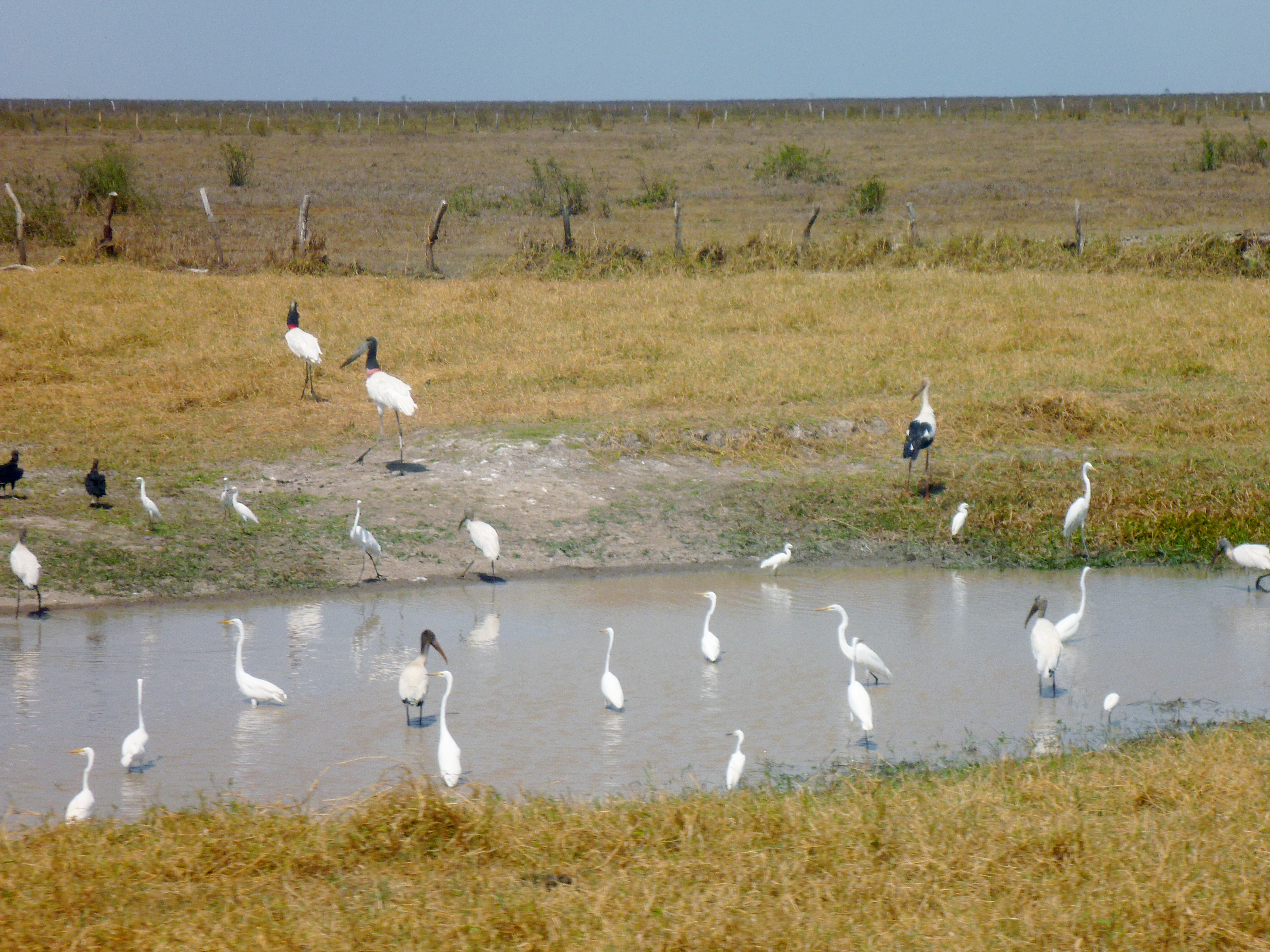
Vários espécimes avistados juntos em uma poça d'água em 2014

O maguari tem uma distribuição relativamente ampla em grande parte da América do Sul e ocorre principalmente a leste dos Andes. Vive nos llanos da Venezuela e leste da Colômbia; Guiana; leste da Bolívia; Paraguai; Brasil); Uruguai e Argentina. A parte mais ao sul da cordilheira fica na província de Chubut. Ocorre mais raramente a oeste dos Andes (por exemplo, no Chile) e provavelmente não se reproduz lá. É um visitante raro na costa do Suriname de março a maio e também foi relatado como um vagante em Trindade e Tobago.
É especialmente comum e difundido no Chaco da Argentina, que parece ser um destino popular para bandos de cerca de 30-40 indivíduos migrantes da parte do hemisfério sul da cordilheira que vêm do sul no inverno para buscar temperaturas mais quentes. A cegonha também é comum no Brasil, especialmente no estado do Rio Grande do Sul, Paraguai e os Pampas da Argentina. Ocorre sazonalmente e é comum no Pantanal da Argentina. Um grande número migra para o Pantanal na estação chuvosa, provavelmente da Bacia do Paraná e Rio Grande do Sul.
Seu habitat compreende em grande parte águas rasas de planície aberta, como pastagens de savana úmida tropical, pântanos, lodaçais e campos inundados. É encontrado também em campos secos, mas invariavelmente evita regiões florestais. Numerosos grupos de maguaris foram observados em seu habitat durante a estação seca, onde forrageiam em corpos d'água de baixo nível onde as presas estão concentradas. O maguari vive em simpatria com o jaburu e a cabeça-seca onde os alcances dessas três espécies se sobrepõem, especialmente nos llanos venezuelanos. De todas as espécies de cegonha americana, o maguari tem o menor alcance geográfico.

## Alimentação

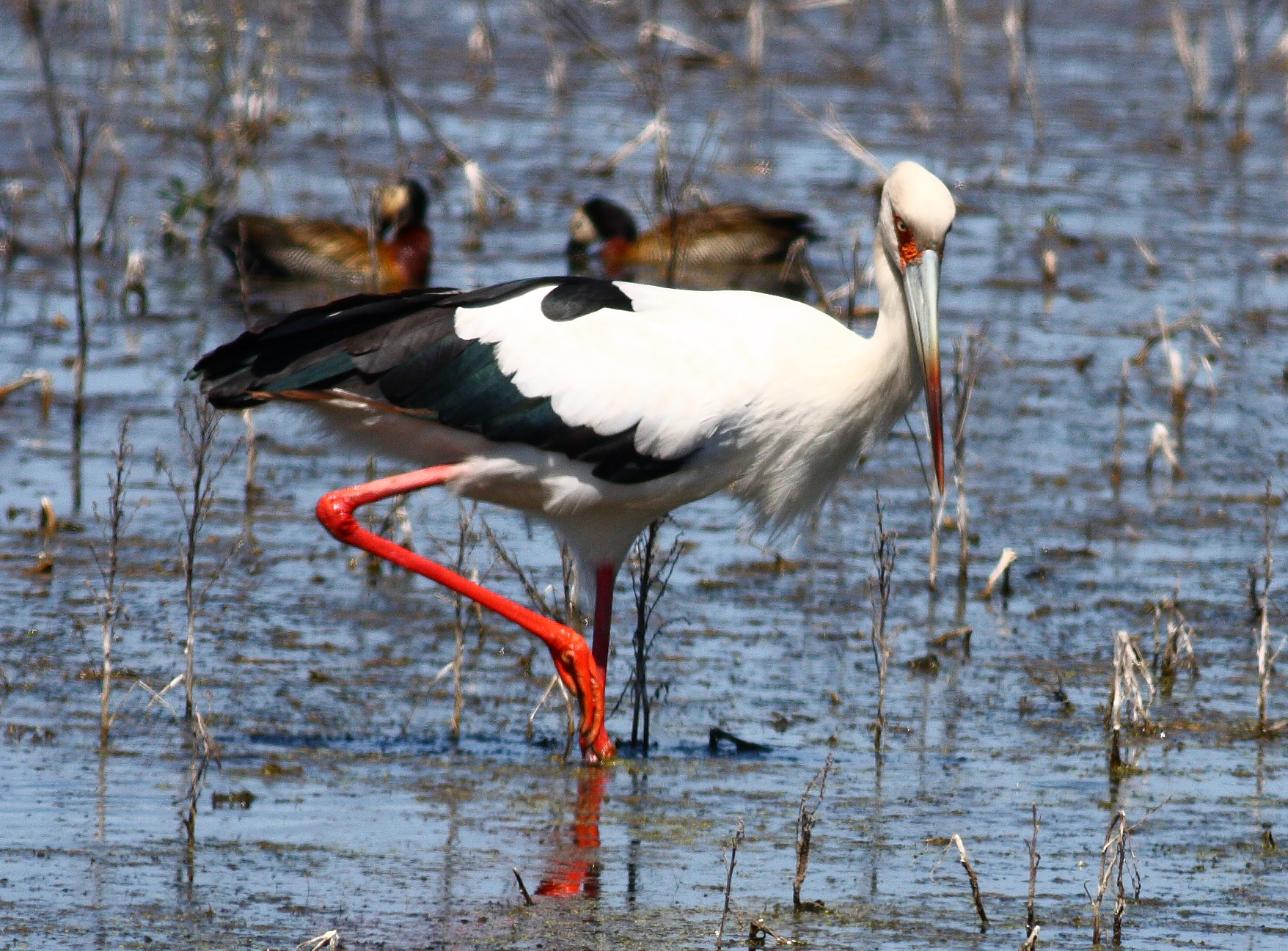
Espécime forrageando em San Miguel del Monte, Buenos Aires, Argentina

Esta cegonha tem uma dieta marcadamente ampla e é considerada generalista em comparação com a cabeça-seca e o jaburu. Alimenta-se de peixes, sapos, enguias, minhocas, invertebrados, larvas de insetos, cobras, caranguejos de água doce, pequenos mamíferos como ratos e ovos de pássaros. Mais raramente, pode consumir pássaros menores; como um caso onde uma ave dos ralídeos (Rallidae) intacta foi descoberto na garganta de um indivíduo da Patagônia. Apesar da dieta aparentemente generalista, um estudo do Brasil sugeriu que esta cegonha pode direcionar a caça ativamente a lagartos (Amphisbaena) como presas. Isso pode ser devido ao formato alongado do corpo de tais taxa que ocupam um volume pequeno no estômago da ave e podem se encaixar de forma mais compacta dentro do estômago para otimizar a ingestão de energia da ave.
O maguari forrageia preferencialmente em águas rasas cerca de doze centímetros de profundidade, e mais raramente em profundidades de até 30 centímetros. Isso pode ocorrer porque as águas rasas abrigam um número maior de presas ou são ricas em carbono dissolvido e nutrientes. Esta espécie é primariamente forrageadora visual e sua forma usual de caça consiste em caminhar lentamente pelas zonas úmidas com o bico próximo à superfície da água, pronto para capturar as presas encontradas. Reproduz-se cedo durante as chuvas sazonais, enquanto a água no habitat das zonas húmidas ainda está límpida, da água da chuva fresca. Essa cegonha também foi vista tateando com o bico na água. Especialmente durante a época de reprodução, forrageia solitário ou em pares. Alimenta-se em agregados maiores fora da época de reprodução e muitas vezes em associação com outras aves pernaltas. A pouca profundidade das poças concentra as presas, de modo que o forrageamento tátil provavelmente opera nessa situação.
Embora o maguari dependa de águas doces rasas como fonte de presa, também foi observado forrageando em planícies secas, onde ratos e sapos (presas candidatas) ocorrem em grande número. Também forrageia em campos secos e cultivados onde os invertebrados provavelmente foram perturbados. Notavelmente, numerosos grupos de maguaris forrageadores foram avistados no município brasileiro de Quissamã, no Rio de Janeiro, durante a estação seca em outubro, onde se reuniam em torno de piscinas rasas em busca de comida. A tendência do maguari de forragear tanto em áreas úmidas quanto em terras secas reflete sua natureza generalista, enquanto especialistas como o jabiru dependem mais de áreas úmidas como fonte de alimento e são avistados com mais frequência perto de áreas úmidas do que o maguari. Em um estudo em lagoas de meio hectare nos llanos durante a estação seca, um bando de 90 maguaris foi observado junto com jabirus e cabeças-secas. Por causa de presas limitadas, a competição intra e interespecífica ocorre inevitavelmente em tais agregações, o que muitas vezes leva ao cleptoparasitismo. Os maguaris roubam comida entre si, mas os jabirus também ocasionalmente roubam grandes presas delas, como enguias.
Os alimentos trazidos aos filhotes por seus pais incluem peixes e enguias, pequenos mamíferos, como ratos e invertebrados. As proporções desses táxons diferem entre os anos, dependendo da disponibilidade e o alimento trazido para o ninho para os jovens consiste predominantemente de organismos aquáticos. Os pais carregam comida para o ninho como um grande bolo alimentar na garganta. Eles o regurgitam no ninho, sendo apanhado e comido pelos filhotes. A comida geralmente é regurgitada em pequenas partes para filhotes jovens e como uma grande massa para filhotes mais velhos.

## Reprodução e nidificação
Muitos aspectos da biologia reprodutiva do maguari e estratégias de nidificação são exclusivos desta espécie. Tais diferenças nos hábitos de reprodução e nidificação provavelmente resultaram de fortes pressões de seleção que teriam levado essa espécie a se adaptar para sobreviver em seu habitat de várzea aberta que originalmente invadiu.

### Hábitos de nidificação
O maguari nidifica no chão, enquanto outras espécies de cegonha nidificam em altitudes mais elevadas. O ninho sempre fica perto de águas rasas entre grama alta e juncos, já que os organismos aquáticos formam a maior parte da dieta dos filhotes. O ninho do maguari é composto por grama e juncos. Espécies comuns usadas na fabricação de ninhos incluem o junco piripiri (Cyperus giganteus) e a grama do pântano Zizianopsis bonariensis, ao lado de outras plantas aquáticas das famílias das poligonáceas (Polygonaceae) e solanáceas (Solanaceae). Os ninhos terrestres encontrados nas partes do sul do alcance do maguari possuem um metro de altura, sendo estruturas cônicas com 1,5–2,5 metros de diâmetro basal, afinando para uma plataforma plana de 1–1,5 metro no topo. O ninho se eleva até 60 centímetros acima da superfície da água e sua localização é em grande parte sem árvores. Portanto, no geral, o ninho do maguari parece mais se assemelhar ao de grous e anhimídeos (Anhimidae), como a tochã-cinzenta (Chauna torquata), do que o de outras espécies de cegonha.
Nos llanos venezuelanos, o maguari também é encontrada nidificando em árvores baixas e de troncos grossos, incluindo Ficus pertusa e Randia venezuelansis. Esses ninhos são constituídos por gravetos que geralmente têm menos de um metro de comprimento e menos de dois centímetros de diâmetro, e muitas vezes de palmeiras Copernicia tectorum. A espécie não parece pousar naturalmente em árvores porque, ao contrário de seus heteroespecíficos simpátricos, como o jabiru, não pode ficar apoiada em seu hálux. Portanto, provavelmente só nidifica de forma oportunista acima do solo. O mesmo ninho pode ser usado por um casal em anos sucessivos, às vezes por até sete anos. No entanto, ninhos terrestres compostos por plantas herbáceas geralmente se desintegram após um ano, quando o mesmo casal reprodutor retorna ao local do ninho para reconstruir o ninho. Ambos os parceiros participam da construção e forro do ninho, que continua durante a incubação. O forro do ninho geralmente começa quando a base tem cerca de um metro de largura, e o material do forro consiste em grande parte de grama molhada que seca e endurece sob o sol intenso.
O maguari nidifica principalmente de forma colonial. Ninhos solitários são menos bem sucedidos do que ninhos coloniais em termos de sobrevivência dos filhotes, mas as taxas de sobrevivência nos primeiros parecem ser mais consistentes. As colônias geralmente consistem em 5-15 ninhos, alguns dos quais estão dentro de 50 centímetros de distância, mas em diferentes alturas. Uma colônia de um estudo nos llanos possuía por volta de 40 ninhos. As aves nidificadoras coloniais e solitárias também diferem na maneira como defendem seus ninhos. As nidificadoras coloniais são mais agressivas do que as nidificadoras solitárias e atacam fisicamente os intrusos com golpes de bico. Contrariamente, as nidificadoras solitárias usam uma estratégia de "guiar para fora", na qual o pássaro nidificante caminha atrás do intruso com um barulho ameaçador de bico e deixa de bater seu bico quando o intruso se afasta do ninho.

### Exibições de corte e nidificação
Embora a criação colonial seja comum entre as cegonhas, o maguari difere no fato de que o cortejo ocorre em agrupamentos antes que os pares reprodutores estabelecidos se retirem para cada um de seus locais de nidificação; enquanto espécies semelhantes, como a cegonha-branca e a cegonha-oriental, tem o cortejo sexual diretamente no ninho. Essas congregações nupciais de maguaris ocorrem em pântanos de água doce que já foram inundados com água da chuva a uma profundidade de cerca de 20 centímetros e são o local à formação de novos vínculos de pares em indivíduos jovens ou para o reencontro de companheiros de anos anteriores. No último caso, no entanto, não se sabe se ambos os companheiros entram na área de cortejo juntos ou se localizam após cada um ter migrado para lá separadamente.
Esta cegonha apresenta comportamentos de nidificação únicos e que podem refletir a sua adaptação à nidificação no solo. Por exemplo, é parte de uma minoria de espécies que faz uma apresentação de descobertura de ninho para proteger filhotes. Durante esta exibição, a cegonha nidificante baixa as asas ao longo dos lados e inclina a cauda, com penas eretas na cabeça e no pescoço; acompanhado por um barulho do bico, apontado quase verticalmente para baixo. Outro comportamento de nidificação aparentemente exclusivo do maguari é a exibição de falso-descanso. Aqui, durante a presença de um intruso próximo ao ninho, o indivíduo fica imóvel com o dorso fortemente arqueado, o pescoço retraído e as asas e o bico dobrados quase verticalmente para baixo. Este comportamento provavelmente evoluiu como uma adaptação à nidificação no solo em vegetação densa, pois a postura mantida pela ave nidificante entre a grama e os juncos pode dificultar a visão do intruso; e ao mesmo tempo, o pássaro está pronto para atacar.
Embora esta cegonha mostre muitas exibições de cortejo comuns em cegonhas, parece omitir algumas das características vocais e visuais para serem substituídas por um elemento tátil aumentado. Este pode ser mais um reflexo da adaptação desta cegonha à nidificação no solo; em que as exibições visuais moderadas atrairão menos a atenção de predadores; e embora vocalizações altas sejam úteis para os parceiros atraírem a atenção um do outro, isso também poderia torná-los mais visíveis para potenciais predadores.

### Reprodução
A reprodução é altamente sincronizada com o início das chuvas durante a estação chuvosa, que geralmente dura de maio a novembro nos llanos da Venezuela. A maior parte da reprodução do maguari acontece de julho a meados de setembro, que é mais cedo do que a reprodução tanto na cabeça-seca quanto no jaburu. Os indivíduos começam a migração às áreas de criadouro quando as chuvas começam. Apesar da longa estação chuvosa nos llanos, o período de nidificação em um ano nunca dura mais de quatro meses. Em outras partes do mundo, o momento da época de reprodução é ligeiramente diferente e um pouco mais curto. No nordeste da Argentina, por exemplo, a época de reprodução se estende de junho a agosto; e no centro-leste da Argentina se estende de julho a outubro, com ovos provavelmente sendo postos no final de junho e início de julho. Na ilha Mexiana, no leste do Brasil, a época de reprodução dura apenas de agosto a setembro. O momento do início da chuva sazonal é extremamente variável em toda a extensão global do maguari, com as chuvas começando em alguns anos no final de março e em outros até junho. O início da reprodução é, portanto, também variável; e na Argentina, a nidificação pode começar até agosto com chuvas tardias. Nos llanos, os reprodutores podem botar ovos já no final de maio, após chuvas excepcionalmente precoces e fortes; enquanto os reprodutores jovens podem botar ovos até outubro com chuvas tardias.
O tamanho da ninhada é tipicamente de três ou quatro ovos, com uma média de 3,2. Os ovos são colocados em dias alternados, de modo que a eclosão das ninhadas é altamente assíncrona; com alguns jovens eclodindo com até uma semana de intervalo. A incubação começa após a postura do 2.º ou 3.º ovo, sendo realizada por ambos os pais e duram de 29 a 32 dias. Os ovos são ovais ou subelípticos, e as medidas médias dos ovos são 75,19 milímetros de comprimento e 52,56 milímetros de largura; com medições máximas de ovos de 77,4 milímetros de comprimento e 56,2 milímetros de largura. Os ovos também são considerados desproporcionalmente pequenos em comparação com a massa corporal da fêmea poedeira. As diferenças de peso entre irmãos de diferentes idades foram registradas como de 500-1 400 gramas. A postura de ovos é altamente síncrona entre os ninhos de uma colônia, de modo que grupos relativamente grandes de filhotes voam juntos em bandos no final da estação chuvosa. Isso pode servir como uma estratégia antipredador para diluir o risco de um indivíduo ser predado. Os maguaris machos tornam-se sexualmente maduros aos três anos de idade e as fêmeas aos quatro anos.
Parece haver pouca conflito fraternal nos ninhos, com a maioria da mortalidade de filhotes sendo devido à queda de filhotes de ninhos que tem de três a quatro filhotes; e a mortalidade de ovos, principalmente por predação, parece ser maior do que a mortalidade dos filhotes. As grandes congregações de maguaris nos períodos pré e pós-reprodutivo são consideradas um indicador confiável de que esta cegonha se reproduz localmente na área em que os grupos são avistados. Após três semanas de idade, os filhotes de maguari desenvolvem um comportamento defensivo que não é conhecido em outras espécies de cegonha. Se agacham à frente, abrem parcialmente as asas e erigem as penas pretas na cabeça, pescoço e costas; seguido por um grito estridente e áspero, com uma tentativa de agarrar um intruso persistente com seu bico. Em muitas outras espécies de cegonhas, a acinesia dura grande parte do início da vida dos filhotes, e a plumagem constantemente branca faz com que pareçam ovos para potenciais predadores de filhotes. No entanto, em filhotes de maguari, a acinesia cessa muito mais cedo, e a agressividade incomum dos filhotes provavelmente se desenvolveu como uma estratégia antipredadora especializada em compensação pela incapacidade dos filhotes de deixar o ninho devido ao seu hálux de desenvolvimento lento e a posição vulnerável do ninho no solo. No entanto, aos 25-35 dias de idade, o hálux está suficientemente desenvolvido para permitir que os filhotes deixem os ninhos no chão em busca de comida. Os filhotes também ocasionalmente imploram por comida de seus pais fora do ninho, mas os pais nunca foram observados alimentando seus filhotes fora do ninho.

## Relacionamento com humanos
Esta cegonha tem sido historicamente mantida em cativeiro em lugares como o Zoológico de Londres em meados do século XIX e no Zoológico de Amsterdã no final da década de 1920, onde um indivíduo sobreviveu por mais de 21 anos. Dois casos de reprodução foram registrados em cativeiro. Um filhote nasceu, mas não foi criado no Zoológico de Buenos Aires entre 1946 e 1950. Cinco filhotes, dos quais três sobreviveram, também eclodiram na Discovery Island na Disneylândia da Flórida em 1991. Os pais tinham pelo menos 18 anos quando se reproduziram pela primeira vez. Na natureza, o maguari é considerada uma ave de caça na Amazônia.

### Ameaças e sobrevivência
As principais ameaças a esta espécie são a perturbação antropogênica do habitat e a caça para alimentação. Um distúrbio humano é a destruição de habitats por meio de conversão de terras de pântanos para agricultura, que ocorreu especialmente no sudeste do Brasil, levantando preocupação de conservação às espécies nesta área. Converter terras à agricultura cavando canais, juntamente com aterros e descargas de esgoto também podem ameaçar os ambientes de forrageamento da estação seca aos maguaris, especialmente no litoral norte do Rio de Janeiro. O maguari é vulnerável à destruição do habitat de nidificação porque mostra fidelidade ao local de nidificação e continuará a nidificar no mesmo local mesmo após o início da perturbação antropogênica recente. O uso de pesticidas também pode afetar negativamente à saúde e o sucesso reprodutivo desta espécie. A captura de indivíduos para alimentação apresenta outra ameaça à sobrevivência e ocorre particularmente no sul da Amazônia e na Venezuela.
Os predadores naturais desta cegonha incluem jiboias-constritoras (Boa constrictor) e carcarás (Polyborus plancus), ambos comendo os ovos desta espécie. Ambas as espécies predadoras também podem comer filhotes que não têm mais do que algumas semanas de idade. Muitos outros predadores em potencial, como onça-pintada (Panthera onca), crocodilianos, gatos-dos-pampas (Leopardus pajeros) e lobos-guará (Chrysocyon brachyurus), também podem acessar ninhos terrestres. Embora se saiba que esses animais se alimentam oportunisticamente de pássaros, nenhum caso de predação em maguari foi registrado, mas tal predação é considerada provável.
O maguari está potencialmente ameaçado no Pantanal, que além de sujeito à conversão de terras para agricultura, tem visto aumento da operação de barragens hidrelétricas, especialmente na bacia do rio Paraná. As barragens retêm muita água durante a estação seca, de modo que as características naturais da água a jusante são mais propensas a secar completamente e, assim, levar a uma diminuição dos locais de forrageamento adequados para esta cegonha. Por outro lado, durante a estação chuvosa, as barragens podem levar a extensas inundações a jusante causadas pela liberação de um grande volume de água de uma só vez, o que torna os locais de alimentação habituais das cegonhas muito profundos para que possam ficar em pé.

### Situação
O maguari é avaliado como menos preocupante na Lista Vermelha da União Internacional para a Conservação da Natureza (UICN / IUCN) porque tem uma área geográfica extremamente grande e uma população global aparentemente estável que se suspeita ser muito grande. Apesar dos declínios locais em algumas partes de sua área de distribuição, a população não é considerada ameaçada em escala global. No entanto, embora pareça ser numerosa em todo o seu habitat natural, faltam dados e parece não haver estimativa atual da população global. Este deve ser um alvo de estudos dos conservacionistas, com um processo auxiliado pela realização de levantamentos aéreos das áreas de nidificação. Esta cegonha pode ser especialmente vulnerável nos llanos da Venezuela. Sua população diminuiu fortemente nas últimas décadas a partir de 1977 e estima-se que menos de cinco mil indivíduos viviam nesta região durante a maior parte da década de 1980. Uma estratégia de conservação potencialmente eficaz para ajudar a proteger o habitat natural desta cegonha nos llanos é a expansão e manutenção de fazendas de gado na matriz de pastagens de savana em preferência ao cultivo de culturas; porque tais fazendas são semelhantes em estrutura de vegetação às pastagens naturais. Outra medida de conservação potencialmente útil é a implantação de plataformas artificiais de nidificação para incentivar a nidificação de cegonhas maguari, como foi feito à cegonha-branca na Europa.
No Brasil, em 2005, foi classificada como criticamente em perigo na Lista de Espécies da Fauna Ameaçadas do Espírito Santo; em 2014, como em perigo no Livro Vermelho da Fauna Ameaçada de Extinção no Estado de São Paulo; e em 2018, como pouco preocupante na Lista Vermelha do Livro Vermelho da Fauna Brasileira Ameaçada de Extinção do Instituto Chico Mendes de Conservação da Biodiversidade (ICMBio) e vulnerável na Lista das Espécies da Fauna Ameaçadas de Extinção no Estado do Rio de Janeiro.